# Kibō (ISS)

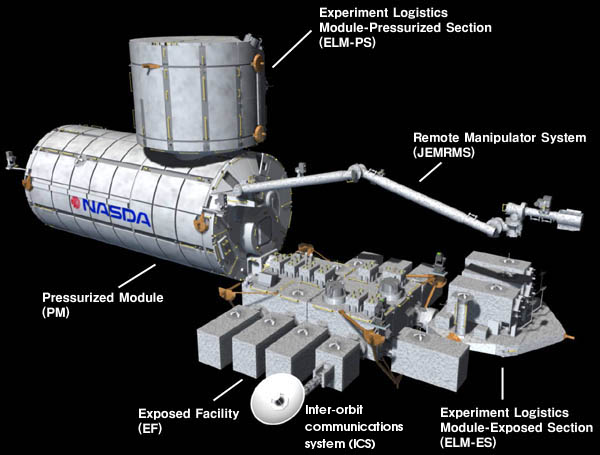
Kibōs alla delar.

Kibō (engelska: Japanese Experiment Module (JEM), japanska: きぼう Kibō, 'Hopp') är ett japanskt laboratorium på den Internationella rymdstationen ISS, utvecklat av JAXA. Kibō är det största enskilda modulen på ISS och Japans första rymdfarkost som kan hysa människor. Laboratoriet är främst avsett för vetenskapliga experiment men även kultur-, kommersiell- och utbildningsverksamhet planeras.

## Delar

### Huvudlaboratoriet, PM
Huvuddelen av laboratoriet, PM (Pressurized Module) är en ungefär 11 meter lång trycksatt cylinder. I ena ändan finns passagen till och från övriga ISS, i den andra en luftsluss där föremål kan hämtas in från eller släppas ut till terrassen (se nedan om terrassen). Luftslussen är specialkonstruerad för Kibōs experiment och kan inte användas för rymdpromenader. Ovanför luftslussen finns två fönster.
I laboratoriet finns plats för sex rack för utrustning per vägg utom väggen i zenit som kan hålla fem rack. Totalt tjugotre rack för utrustning vara tolv stycken så kallade ISPR (International Standard Payload Racks) vilket är en typ av rack i storlek av ungefär en telefonkiosk, där olika experimentmoduler kan monteras. I augusti 2009 användes nio rack för Kibōs eget behov av till exempel belysning, datateknik, kommunikation med jorden, temperatur och luft, reservdelar och styrning av robot-armarna. Ett ISPR är Minus Eighty Degree Laboratory Freezer for ISS (MELFI-2), levererad 2009 av STS-128, som är en 300 liters frysbox där man i sektioner kan lagra prover och annat i olika temperaturer, till exempel i −80 °C, −26 °C, och +4 °C.
PM levererades till ISS i maj 2008 av STS-124.

### Varmförrådet, ELM-PS
Ovanpå PM sitter en trycksatt lagermodul kallad ELM-PS (Experiment Logistics Module - Pressurized Section), som är drygt 4 meter hög och drygt 4 meter i diameter. Här lagras till exempel experiment, prover och reservdelar i åtta rack.
Detta var den första delen av Kibō som levererades till ISS. Den installerades på tillfällig plats (zenit port av Harmony) av STS-123 i mars 2008. ELM flyttades till sin permanenta plats ovanpå PM i maj 2008 av STS-124.

### Terrassen, EF
Utanför slussen sitter en ungefär fem meter lång och fem meter bred plattform, kallad terrassen eller EF (Exposed Facility). 
På terrassen finns plats för tolv EFU (Exposed Facility Unit) avsedda för experiment i rymdens vakuum, försedda med bland annat elektrisk och annan utrustning som gör det möjligt att studera och styra experimenten inifrån Kibō.
Terrassen levererades i juli 2009 av STS-127.

### Kallförrådet, ELM-ES
På utsidan av terrassen finns en icke trycksatt plattform kallad ELM-ES (Experiment Logistics Module - External Section), av ungefär samma storlek som terrassen, avsedd for lagring av experiment och annan utrustning. 
ELM-ES levererades i juli 2009 av STS-127.

### Robotarmar, JEMRMS
För att manipulera föremål på terrassen eller den externa lagerplattformen finns en stor och en liten robot-arm fästa på utsidan av PM. 
Den stora är tio meter lång och kan hantera föremål upp till 7 ton, och den lilla är drygt två meter lång och kan lyfta upp till 80 kilo.
Båda armarna är utrustade med TV-kameror.
Robotarmarna levererades till ISS i maj 2008 av STS-124.

## Anslutningar
Kibō är anslutet på babord sida om modulen Harmony. 

## Dimensioner och vikt
- PM är 11,9 meter lång, har en diameter på 4,39 meter och väger ungefär 14,8 ton.
- ELM-PS är 4,39 meter lång/hög, har en diameter på 4,39 meter och väger ungefär 8,4 ton.
- EF är 5 meter bred och 5,2 meter lång och vägde vid uppskjutning 4,1 ton.
- ELM-ES är 4,9 meter bred och 4,1 meter lång och väger 1,2 ton (tom).
- Stora robot-armen väger 780 kilo och den lilla väger 190 kilo.

## Uppskjutning
De tre första delarna levererades och installerades 2008 av STS-123 och STS-124 och de två sista 2009 med STS-127.

## Experimenten
Här listas några exempel på experiment som utförts eller är planerade ombord på Kibō.
- FACET. Ett experiment för att undersöka mekanismerna bakom fasett-formad kristallisering hos salol. Salol används bland annat som antiseptisk beläggning på piller. Experimentet tog ungefär tre månader och utfördes i ett av racken ombord på PM.
- Bildningen av olika former hos iskristaller.
- MAXI. Studier av röntgenstrålning i rymden. Experiment använder bland annat "tratt-kameror" monterade på terrassen.
- Studier hur strålning påverkar och eventuellt skadar mänskliga gener.

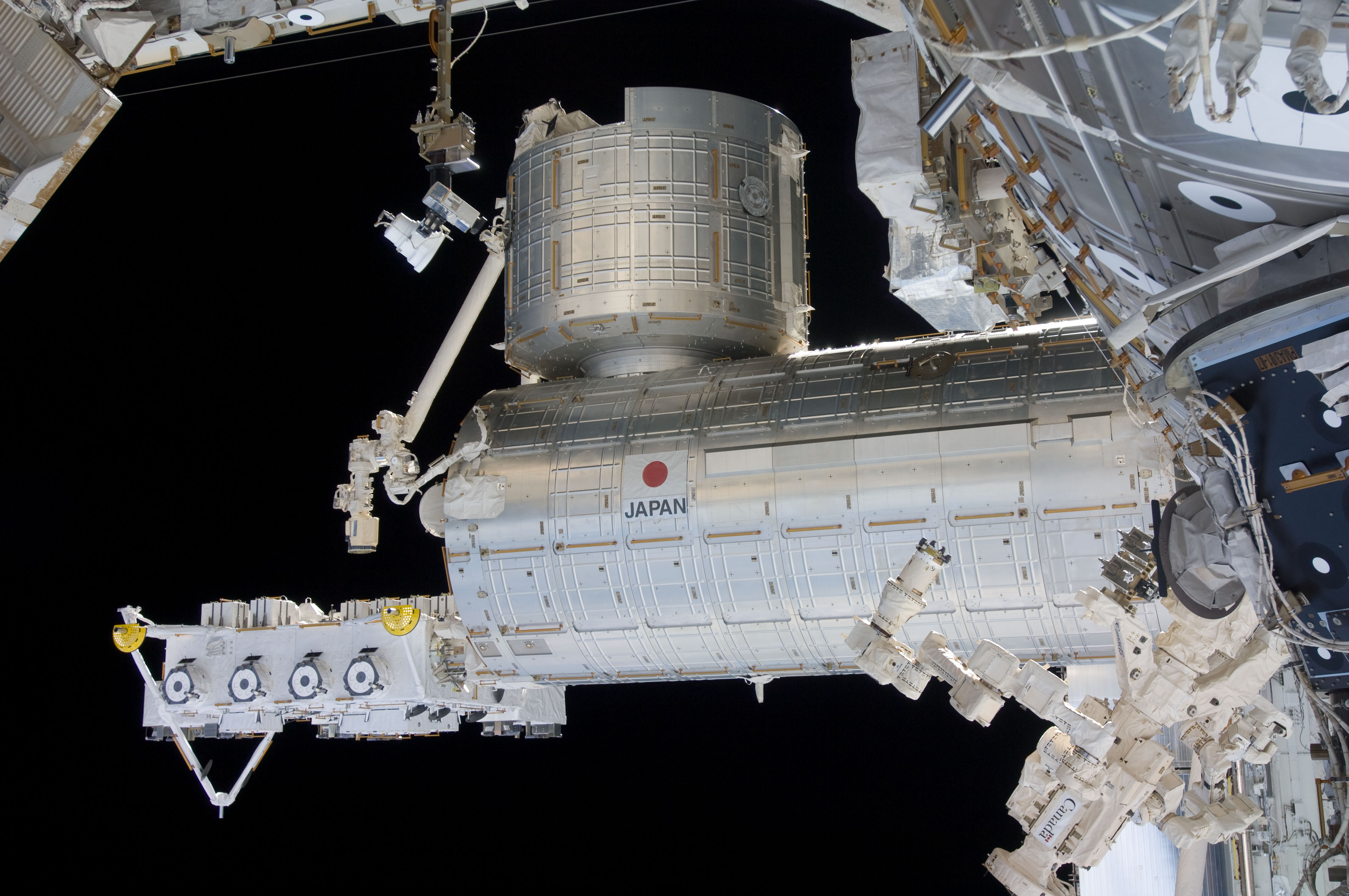
Bild av Kibō komplett installerad på ISS tagen i juli 2009.
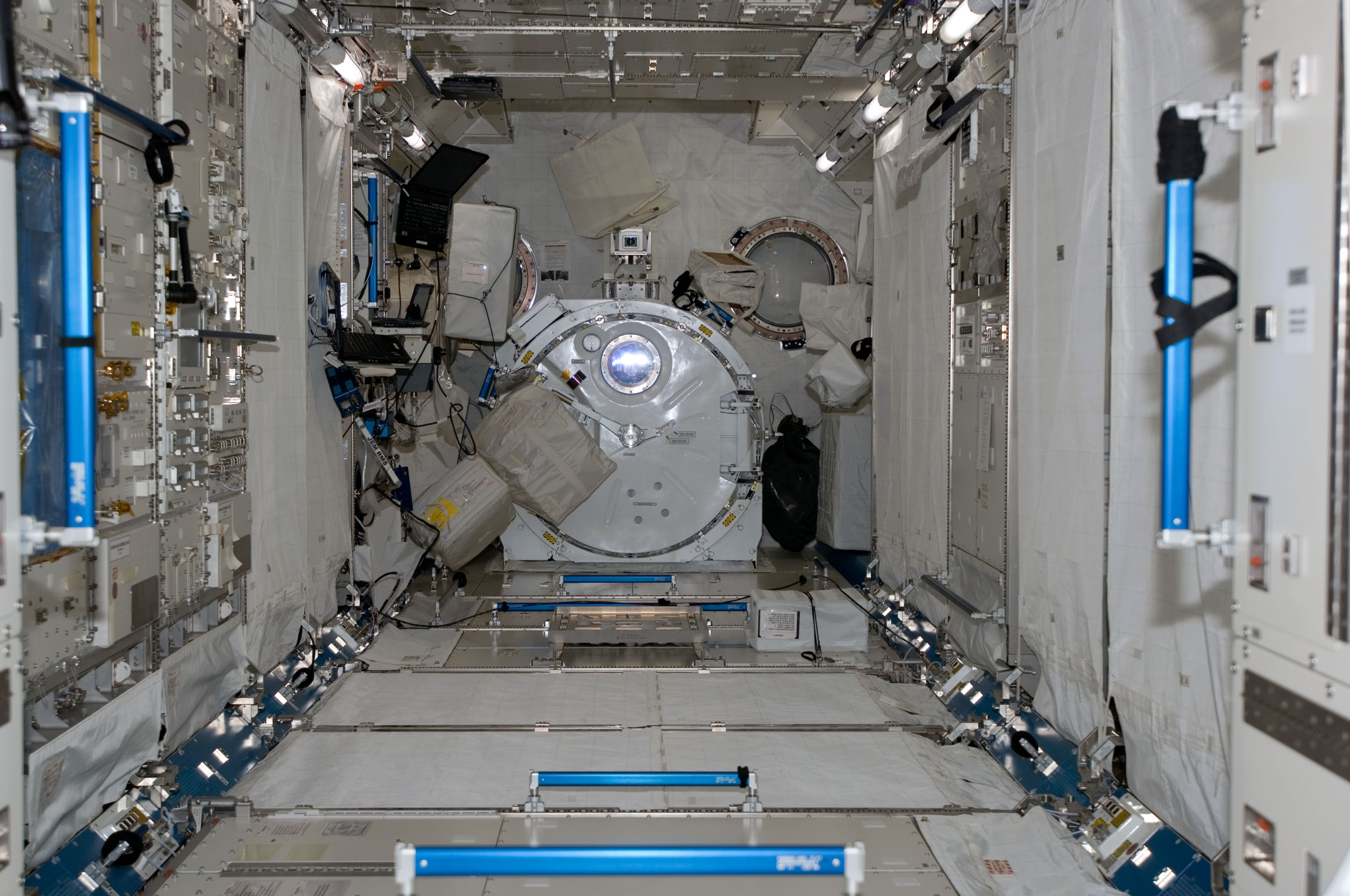
Inifrån PM i juni 2008.
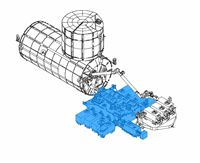
Exposed Facility
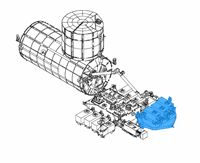
Experiment Logistics Module
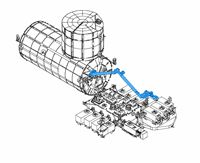
Remote Manipulator System